# Золотопотіцька селищна територіальна громада
Золотопоті́цька се́лищна грома́да — територіальна громада в Україні, у Чортківському районі Тернопільської области. Адміністративний центр — селище Золотий Потік.
Площа громади — 160,2 км², населення — 15 244 осіб (2020).

## Історія
Утворена 29 липня 2015 року шляхом об'єднання Золотопотіцької селищної ради та Возилівської, Костільницької, Миколаївської, Русилівської, Скомороської, Сновидівської, Соколівської сільських рад Бучацького району.
У березні 2016 року в Золотому Потоці відкрили першу в Україні поліцейську станцію, на якій працюватиме шість силовиків. Поліцейська станція обладнана оргтехнікою, зв'язком і транспортом.

## Населені пункти
У складі громади 1 селище (Золотий Потік) і 14 сіл:
- Возилів
- Губин
- Космирин
- Костільники
- Набережне
- Миколаївка
- Млинки
- Рублин
- Русилів
- Скоморохи
- Сновидів
- Сокілець
- Соколів
- Стінка